# استن لی
استنلی مارتین لیبر (انگلیسی: Stanley Martin Lieber؛ زادهٔ ۲۸ دسامبر ۱۹۲۲ – درگذشتهٔ ۱۲ نوامبر ۲۰۱۸) معروف به استن لی (به انگلیسی: Stan Lee) نویسنده، و منتشر کننده کتاب‌های کمیک (مارول)، بازیگر، تهیه‌کننده و مجری تلویزیونی اهل آمریکا بود.
او به همراه چند هنرمند دیگر از جمله جک کربی و استیو دیتکو، شخصیت‌های کمیک محبوب زیادی از جمله مرد عنکبوتی، مرد آهنی، هالک، ثور، دردویل، دکتر استرنج، مردان ایکس و چهار شگفت‌انگیز را خلق کرده بود. وی حضوری تک‌جلوه در تمام فیلم‌هایی داشت که برگرفته از کتاب‌های کمیک او بودند.
وی از سن هفده سالگی در عرصه کمیک فعالیت داشت، اما تا چهل سالگی شهرتی کسب نکرد، در سال ۱۹۶۱ در دوره ای موسم به سن چهل سالگی توانست به همراه همکار خود جک کربی اولین مخلوق معروف خود یعنی چهار شگفت‌انگیز را خلق کند و پس از آن توانست به سرشناس‌ترین چهره عرصه کمیک بوک تبدیل شود. او در تمام فیلم‌های دنیای سینمایی مارول تابحال کمئو یا همان حضور افتخاری داشته‌است. از وی به عنوان پدر مارول یاد می‌شود.